# Firefly Studios
Pour les articles homonymes, voir Firefly.
Firefly Studios est un studio de développement de jeux vidéo fondé à Londres en 1999. Il est notamment connu pour la série Stronghold.

## Jeux développés
| Titre                        | Année de sortie | Plates-formes              |
| ---------------------------- | --------------- | -------------------------- |
| Stronghold                   | 2001            | Windows                    |
| Stronghold: Crusader         | 2002            | Windows                    |
| Space Colony                 | 2003            | Windows, Mac OS X          |
| Stronghold 2                 | 2005            | Windows                    |
| CivCity: Rome                | 2006            | Windows                    |
| Stronghold Legends           | 2006            | Windows                    |
| Stronghold: Crusader Extreme | 2008            | Windows                    |
| Stronghold 3                 | 2011            | Windows, Mac OS X          |
| Stronghold Kingdoms          | 2012            | Windows                    |
| Stronghold Crusader 2        | 2014            | Windows                    |
| Dungeon Hero                 | 2015            | Windows, Xbox 360, Android |
| Romans: Age of Caesar        | 2019            | Windows                    |
| Stronghold Warlords          | 2021            | Windows                    |